# 旧迫川
旧迫川（きゅうはさまがわ）は、宮城県登米市、大崎市及び遠田郡涌谷町を流れる北上川水系旧北上川の支流である。

## 地理
迫川から登米市米山町西野北土手外の山吉田水門で流量調整され南西の方に分岐し、ほとんど高低差のないところを、大崎市の蕪栗沼の東方1㎞ほどのところで南下。その後、南東に方向を変えて、登米市と大崎市の市境を流れる。遠田郡涌谷町の東部をかすめ、JR東日本気仙沼線のの岳駅の東側、新迫川が旧北上川に合流する地点のやや南方で、同じく旧北上川に注ぐ。

## 流域の自治体
登米市、大崎市、遠田郡涌谷町

## 歴史
1932年（昭和7年）4月から1940年（昭和15年）3月 - 流域下流の度重なる水害から地域を守る為、山吉田水門付近から剣先（のの岳駅の東方）までのおよそ11.7kmを、ほぼ一直線に 開削した 川幅の広い新迫川が出来て、蛇行している旧迫川の水害も無くなった。

## 主な流域の道路
- 宮城県道1号古川佐沼線
- 国道346号
- 宮城県道15号古川登米線
- 宮城県道237号瀬峰豊里線
- 宮城県道61号涌谷津山線

## 主な支流
- 長沼川 - 長沼ダム
- 古川、旧古川
- 小山田川 - 蕪栗沼 - 萱刈川，大水門川、駒林川、瀬峰川、善光寺川、透川、宿の沢川 - 宿の沢ダム、小松川 - 菅生ダム

## 主な橋梁
- 梶沼橋（かじぬまばし）
- 砥落橋（とうとしばし）
- 千貫橋（せんがんばし）
- 三ッ口橋（みつくちばし）
- 伊鈴橋（いすずばし）